# Ski alpin aux Jeux olympiques de 2014 - Descente hommes
Navigation
Vancouver 2010 Pyeongchang 2018
La descente masculine des Jeux olympiques d'hiver de 2014 s'est déroulée le 9 février 2014 à 11 h 00 au centre alpin de Rosa Khutor.
Elle a vu la victoire olympique de l'Autrichien Matthias Mayer suivi de l'Italien Christof Innerhofer puis du Norvégien Kjetil Jansrud.

## Médaillés
| Or                   | Argent                    | Bronze               |
| Matthias Mayer (AUT) | Christof Innerhofer (ITA) | Kjetil Jansrud (NOR) |

## Résultats
DNS — N'a pas commencé
DNF — N'a pas terminé
| Rang                                | Dossard | Athlète                        | Nationalité        | Résultat      | Différence |
| ----------------------------------- | ------- | ------------------------------ | ------------------ | ------------- | ---------- |
| Médaille d'or, Jeux olympiques      | 11      | Matthias Mayer                 | Autriche           | 2 min 06 s 23 | –          |
| Médaille d'argent, Jeux olympiques  | 20      | Christof Innerhofer            | Italie             | 2 min 06 s 29 | +0 s 06    |
| Médaille de bronze, Jeux olympiques | 8       | Kjetil Jansrud                 | Norvège            | 2 min 06 s 33 | +0 s 10    |
| 4                                   | 18      | Aksel Lund Svindal             | Norvège            | 2 min 06 s 52 | +0 s 29    |
| 5                                   | 7       | Travis Ganong                  | États-Unis         | 2 min 06 s 64 | +0 s 41    |
| 6                                   | 3       | Carlo Janka                    | Suisse             | 2 min 06 s 71 | +0 s 48    |
| 7                                   | 14      | Peter Fill                     | Italie             | 2 min 06 s 72 | +0 s 49    |
| 8                                   | 15      | Bode Miller                    | États-Unis         | 2 min 06 s 75 | +0 s 52    |
| 9                                   | 9       | Max Franz                      | Autriche           | 2 min 07 s 03 | +0 s 80    |
| 10                                  | 21      | Erik Guay                      | Canada             | 2 min 07 s 04 | +0 s 81    |
| 11                                  | 17      | Dominik Paris                  | Italie             | 2 min 07 s 13 | +0 s 90    |
| 12                                  | 10      | Werner Heel                    | Italie             | 2 min 07 s 16 | +0 s 93    |
| 13                                  | 13      | Beat Feuz                      | Suisse             | 2 min 07 s 49 | +1 s 26    |
| 14                                  | 27      | Didier Défago                  | Suisse             | 2 min 07 s 79 | +1 s 56    |
| 15                                  | 16      | Patrick Küng                   | Suisse             | 2 min 07 s 82 | +1 s 59    |
| 16                                  | 26      | David Poisson                  | France             | 2 min 07 s 83 | +1 s 60    |
| 17                                  | 23      | Georg Streitberger             | Autriche           | 2 min 07 s 86 | +1 s 63    |
| 18                                  | 19      | Adrien Théaux                  | France             | 2 min 07 s 89 | +1 s 66    |
| 19                                  | 6       | Benjamin Thomsen               | Canada             | 2 min 08 s 00 | +1 s 77    |
| 20                                  | 29      | Ondřej Bank                    | République tchèque | 2 min 08 s 24 | +2 s 01    |
| 21                                  | 2       | Jan Hudec                      | Canada             | 2 min 08 s 49 | +2 s 26    |
| 22                                  | 22      | Klaus Kröll                    | Autriche           | 2 min 08 s 50 | +2 s 27    |
| 23                                  | 5       | Alexander Glebov               | Russie             | 2 min 08 s 96 | +2 s 73    |
| 24                                  | 33      | Klemen Kosi                    | Slovénie           | 2 min 08 s 98 | +2 s 75    |
| 25                                  | 28      | Manuel Osborne-Paradis         | Canada             | 2 min 09 s 00 | +2 s 77    |
| 26                                  | 30      | Guillermo Fayed                | France             | 2 min 09 s 03 | +2 s 80    |
| 27                                  | 1       | Steven Nyman                   | États-Unis         | 2 min 09 s 15 | +2 s 92    |
| 28                                  | 31      | Paul de la Cuesta              | Espagne            | 2 min 09 s 46 | +3 s 23    |
| 29                                  | 24      | Natko Zrnčić-Dim               | Croatie            | 2 min 09 s 80 | +3 s 57    |
| 30                                  | 25      | Marco Sullivan                 | États-Unis         | 2 min 10 s 10 | +3 s 87    |
| 31                                  | 36      | Yuri Danilochkin               | Biélorussie        | 2 min 10 s 58 | +4 s 35    |
| 32                                  | 34      | Kevin Esteve Rigail            | Andorre            | 2 min 10 s 80 | +4 s 57    |
| 33                                  | 35      | Igor Zakurdayev                | Kazakhstan         | 2 min 11 s 28 | +5 s 05    |
| 34                                  | 4       | Ferran Terra                   | Espagne            | 2 min 11 s 43 | +5 s 20    |
| 35                                  | 46      | Martin Vráblík                 | République tchèque | 2 min 11 s 73 | +5 s 50    |
| 36                                  | 49      | Georgi Georgiev                | Bulgarie           | 2 min 12 s 49 | +6 s 26    |
| 37                                  | 41      | Christoffer Faarup             | Danemark           | 2 min 12 s 55 | +6 s 32    |
| 38                                  | 45      | Nikola Chongarov               | Bulgarie           | 2 min 12 s 57 | +6 s 34    |
| 39                                  | 39      | Arnaud Alessandria             | Monaco             | 2 min 12 s 71 | +6 s 48    |
| 40                                  | 37      | Marc Oliveras                  | Andorre            | 2 min 12 s 76 | +6 s 53    |
| 41                                  | 42      | Henrik von Appen               | Chili              | 2 min 13 s 16 | +6 s 93    |
| 42                                  | 48      | Martin Khuber                  | Kazakhstan         | 2 min 13 s 51 | +7 s 28    |
| 43                                  | 40      | Dmitriy Koshkin                | Kazakhstan         | 2 min 14 s 63 | +8 s 40    |
| 44                                  | 47      | Igor Laikert                   | Bosnie-Herzégovine | 2 min 15 s 07 | +8 s 84    |
| 45                                  | 43      | Martin Bendík                  | Slovaquie          | 2 min 15 s 39 | +9 s 16    |
| 46                                  | 50      | Ioan Valeriu Achiriloaie       | Roumanie           | 2 min 17 s 46 | +11 s 23   |
| 47                                  | 38      | Roberts Rode                   | Lettonie           | 2 min 17 s 50 | +11 s 27   |
| –                                   | 44      | Cristian Javier Simari Birkner | Argentine          | DNS           | NC         |
| –                                   | 12      | Johan Clarey                   | France             | DNF           | NC         |
| –                                   | 32      | Aleksander Aamodt Kilde        | Norvège            | DNF           | NC         |